# Шрамко, Ярослав Владиславович
Ярослав Владиславович Шрамко (род. 21 февраля 1963, Кривой Рог) — современный украинский философ и логик, доктор философских наук, профессор, ректор Криворожского государственного педагогического университета.

## Биография
Родился 21 февраля 1963 года в Кривом Роге.
Философское образование получил 1987 году на философском факультете МГУ им. М. В. Ломоносова (специализация по логике) в Москве. После окончания вуза поступил в аспирантуру кафедры логики философского факультета МГУ, где осуществлял исследования под руководством проф. Войшвилло. В 1990 защитил диссертацию на соискание ученой степени кандидата философских наук (специальность — логика). В марте 1998 года защитил диссертацию на соискание ученой степени доктора философских наук (по специальности «логика») при Институте философии им. Г. С. Сковороды Национальной академии наук Украины. В 2002 году получил ученое звание профессора кафедры философии.
С 1990 года работает в Криворожском педагогическом институте (университет с 2016), с 2000 года заведующий кафедрой философии, а с 2005 года — первый проректор. В 2010 исполнял обязанности ректора, с 2011 года (после объединения этого заведения с КТУ, КМФ НМетАУ и КЭИ КНЭУ в Криворожский национальный университет) — осуществлял общее управление Криворожским педагогическим институтом КНУ в качестве проректора. После восстановления в январе 2016 года Криворожского государственного педагогического университета назначен исполняющим обязанности ректора. С марта 2017 назначен ректором по результатам выборов, которые состоялись в декабре 2017 г.

## Книги
- Кебуладзе В., Дзядевич Т., Козаченко Н., Лаврухин А., Менжулин В., Огаркова Т., Панафидина О., Шрамко Я. Политики знания и научные сообщества, Вильнюс: Европейский гуманитарный университет, 2015. – 210 с.
- Shramko Y., Wansing, H. Truth and Falsehood. An Inquiry into Generalized Logical Values, Springer, 2011, 250 p.
- Shramko Y. Intuitionismus und Relevanz, Logos-Verlag, Berlin, 1999, 181 S.
- Карпинская О. Ю., Ляшенко О. В., Меськов В. С., Шрамко Я. В. Экспресс-Логика. — М.: ИНФРА-М, 1997. — 260 c. (Karpinskaya O., Lyashenko O., Meskov V., Shramko Y. Express-Logic (in Russian), Moscow, INFRA-M, 1997, 260 pp.)
- Шрамко Я. В. Логическое следование и интуиционизм. — К.: ВИПОЛ, 1997. — 179 с. (Shramko Y. Logical Entailment and Intuitionism (in Russian), Kiev, VIPOL-Publisher, 1997, 179 pp.)
- Меськов В. С., Карпинская О. Ю., Ляшенко О. В., Шрамко Я. В. Логика: наука и искусство. — М.: Высшая школа, 1992. — 333. c (Meskov, V.; Karpinskaya, O.; Lyashenko, O., Shramko Y. Logic: Science and Art (in Russian), Moscow, High-School Press, 1992, 333 pp.)